# Гусь-Парахино
Гусь-Парахино — село в Гусь-Хрустальном районе Владимирской области России, входит в состав Уляхинского сельского поселения.

## География
Село расположено в 37 км на юг от Гусь-Хрустального на левом берегу реки Гусь.

## История
Село Гусь, выселившееся из Великого Двора, с Воскресенской церковью впервые упоминается в окладных книгах Старорязанского стана в 1676 году. В 1790 году в селе имелась деревянная Пятницкая церковь.
В 1905 году село входило в состав Парахинской волости Касимовского уезда и имело 8 дворов при численности населения 46 человек.
В 1926 году с образованием Гусевского уезда Владимирской губернии вошло в его состав.

## Население
| 1859 | 1906 |
| ---- | ---- |
| 19   | 46   |

| 1859 | 1905 | 1926 | 2002 | 2010 | 2021 |
| ---- | ---- | ---- | ---- | ---- | ---- |
| 19   | ↗46  | ↘27  | ↘0   | →0   | ↗3   |

## Транспорт и связь
Село обслуживает сельское отделение почтовой связи Уляхино (индекс 601591).